# JAKARTA MORI TOWER
JAKARTA MORI TOWERは、インドネシアジャカルタにある超高層ビル。日本のデベロッパー森ビルが運営しているオフィスビル。日本語では「ジャカルタ森タワー」とも称される。インドネシアでは竣工時点で6番目に高い建築物である。

## 概要
地上58階建て、高さ約266m、延床面積約190,000m²のインドネシアでは最高水準のオフィスビルを目指し建設された。
森ビルとしては初めての東南アジアでのビル事業であり、上海環球金融中心以来の海外事業でもあった。2017年に着工、2022年に完成した。設計デザインはコーン・ペダーセン・フォックス。清水建設、Bangun CiptaのJVで施工された。竣工後はインドネシア初のWELL Core Gold認証予定。